# Ellen-Käthe Hein
Ellen Gerda Käthe Hein, född 30 mars 1927 i Flensburg, död 12 mars 2009 i Stockholm, var en tysk-svensk snörmakare.
Hein, som var dotter till textilingenjör Johannes Hein och lärare Magna Petersson-Biander, uppnådde normalskolekompetens 1947. Hon hade redan som barn praktiserat hos familjeföretaget Folckers snörmakeri och bandfabrik, gick senare i lära hos fadern och var fjärde generationens snörmakare. Hon tillverkade snörmakeri och band bland annat till teatrar, konservatorer, klädskapare och reklamateljéer.